# Moniek Bucquoye
Moniek E. Bucquoye (11 augustus 1948 Brugge – 24 juni 2022 Gent) was een Belgisch ingenieur, docent, auteur, consulent en curator. Ze wordt beschouwd als een van de belangrijkste experts over design in België. Haar netwerk omvatte vele contacten in de nationale en internationale designwereld.

## Studies en loopbaan
Moniek Bucquoye studeerde polymeertechnologie aan de TU Delft en later 'Human Ecology' en 'Building Design' aan de Vrije Universiteit Brussel (VUB).

### 1970-1984
In de eerste jaren na haar studies was Bucquoye bij de Verenigde Naties werkzaam. Tot 1984 deed ze hier samen met Georges A. Patfoort onderzoek naar wooncellen in composieten (harde kunststof) voor UNIDO in ontwikkelingslanden zoals Chili, Ecuador en China. Ze ontwikkelden samen het gepatenteerde 'habipat'-systeem, een zelf-bouw woon-unit uit vezelversterkte kunststof als oplossing voor gebieden met woningnood. Bucquoye en Patfoort gaven voor de VN in verschillende landen les over polymeertechnologieën en nieuwe materialen.

### 1981-1994
Tussen 1981 en 1994 bekleedde Bucquoye meerdere belangrijke functies binnen de Stichting Interieur, die de Biënnale Interieur in Kortrijk organiseerde. Als directeur was ze verantwoordelijk voor meerdere edities van dit tweejaarlijkse internationale designplatform. Tot 2016 was ze voorzitter van de advies- en selectiecommissie binnen deze organisatie.
Vanaf de jaren 1980 schreef Bucquoye regelmatig over design-gerelateerde onderwerpen voor magazines waaronder Knack Weekend, Actief Wonen, Project & Interieur (NL), Archis (NL), Mobilia (IT), Interni (IT) en Abitare (IT).

### vanaf 1995
Sinds 1995 was Bucquoye voorzitter van de Commissie Architectuur en Vormgeving van de Vlaamse Gemeenschap (nu onderdeel van Departement Cultuur, Jeugd & Media). Ze was ook leider van de vzw Design Vlaanderen (vandaag Flanders DC). Daarnaast was ze zelfstandig adviseur voor onder meer Vitra, de Koning Boudewijnstichting en de Belgian Art & Design Fair.
In haar omvangrijk carrière heeft Bucquoye talloze tentoonstellingen gecureerd, lezingen gegeven, in jury's gezeten en haar naam verbonden aan verscheidene instellingen en stichtingen.

## Publicaties
- Bucquoye, M.E. (2000). Het avant-gardemeubel in de XXste eeuw. Stichting Kunstboek.
- Bucquoye, M.E., Daenens, L. & de Kooning, M. (2001). Forms from Flanders: from Henry van de Velde to Maarten Van Severen 1900-2000. Ludion Editions NV.
- Bucquoye, M. E. & Daenens, L. (2003). Van Bakeliet Tot Composiet: Design Met Nieuwe Materialen. Stichting Kunstboek.
- Moniek E. Bucquoye, M. E., Cautereels V. & Daenen, B. (2005). Tupperware Transparent. Stichting Kunstboek.
- Zutter, J. de. & Bucquoye, M. E. (2008). Vittorio Simoni: situational architecture. Stichting Kunstboek.
- Bucquoye, M. E. & Storm, D. van de. (2008). Forms With a Smile: design today. Stichting Kunstboek.
- Bucquoye, M. E. & O, A. (2009). Made for love. Stichting Kunstboek.
- Boonzaaijer, K., Bucquoye, M. E. & Helmig, I. (2011). Vision: Space for Imagination. Stichting Kunstboek.
- Bucquoye, M. E. & Devos, R. (2011). Belgium Beyond Expectations: The Belgian Eu Pavilion at World Expo Shanghai 2010. ASP Editions.

## Documentatiereeks
In 1980 startte Moniek Bucquoye een documentatiereeks die ze voortdurend aanvulde met artikelen, documenten en ander materiaal over design. Na ruim 40 jaar groeide de reeks aan tot een geheel van meer dan 1900 dossiers. De documentatiereeks wordt op dit moment bewaard in het Design Museum Gent.

## Meer lezen
- Interview met Moniek Bucquoye in Vrijzinnige Actualiteit Oost-Vlaanderen DE GEUS APRIL 2020, p 30-34